# ناحیه میلفورد، شهرستان ایروکوی، ایلینوی
ناحیه میلفورد (به انگلیسی: Milford Township) یک منطقهٔ مسکونی در ایالات متحده آمریکا است که در شهرستان ایروکوی، ایلینوی واقع شده‌است. ناحیه میلفورد ۱۹۴ متر بالاتر از سطح دریا واقع شده‌است.